# Dorothy Pitman Hughes
Dorothy Pitman Hughes (Georgia, 1938 - 1 de dezembro de 2022) foi uma ativista feminista e antirracista, defensora do bem-estar infantil, oradora e autora, estadunidense. Era mais conhecida por ter co-fundado a revista Ms. Magazine e por criar a creche comunitária West 80th Community Childcare Center.

## Biografia
Dorothy nasceu em Lumpkin, Geórgia, onde sua família sofreu com episódios de violência racista. Quando ela tinha dez anos, seu pai foi espancado e deixado para morrer na porta de casa; a família acredita ser um crime cometido por membros da Ku Klux Klan. Em reação às experiências vividas por sua família, Dorothy decidiu que dedicaria sua vida a melhorar as condições das pessoas por meio do ativismo.

## Percurso

### Início de carreira e fundação da West 80th Street Community Childcare Center

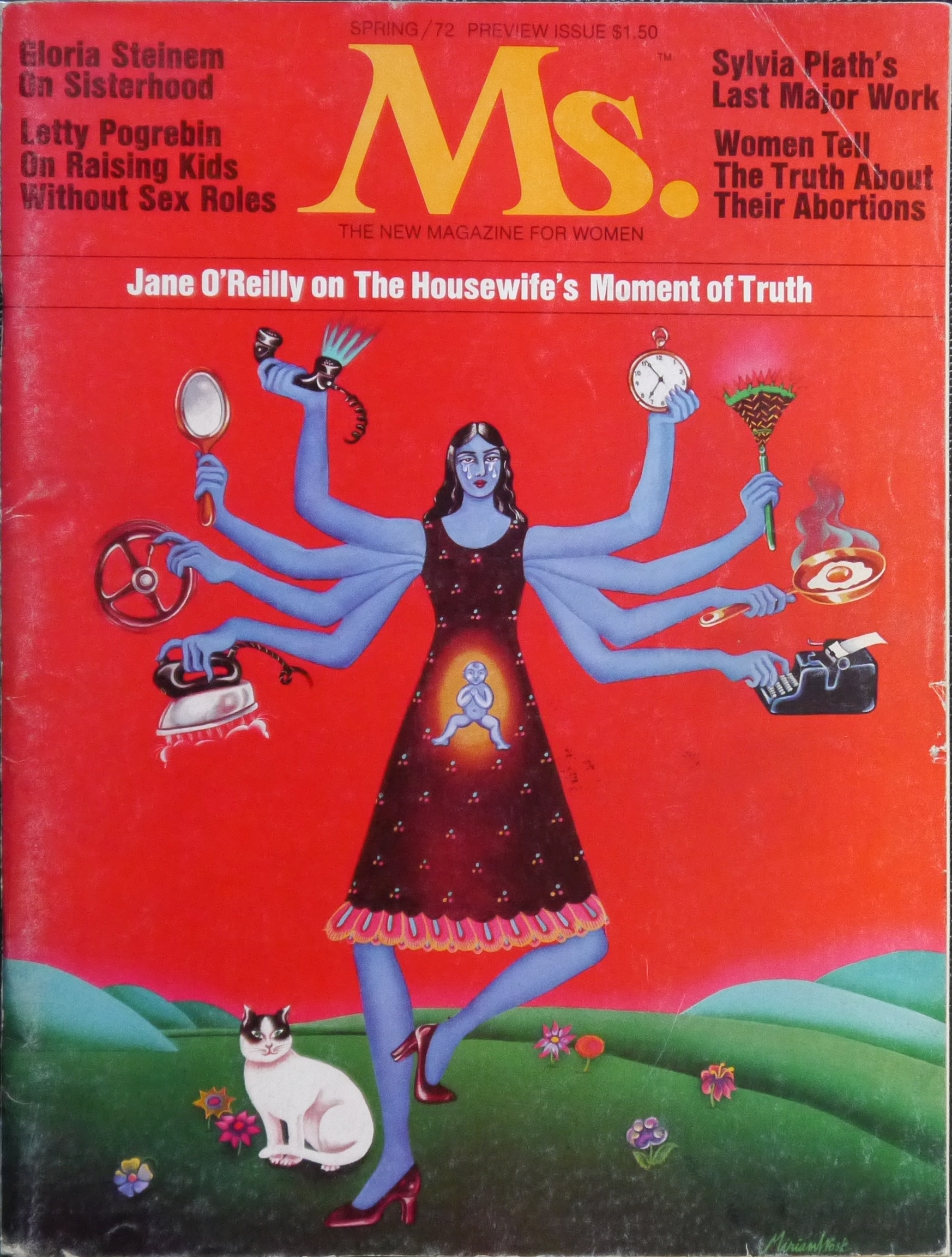
Revista feminista Ms. Magazine que Dorothy co-fundou com Gloria Steinem

Dorothy mudou-se da Geórgia para a cidade de Nova Iorque em 1957, onde durante os anos seguintes trabalhou em diversos lugares como vendedora, faxineira e cantora de boate. Ela começou seu ativismo arrecadando dinheiro para pagar a fiança de manifestantes dos direitos civis.
No final dos anos 1960, a partir da necessidade de cuidadores para suas três filhas, ela organizou uma creche cooperativa multirracial no West Side, a West 80th Community Childcare Center, que seria perfilada pelo colunista da New York Magazine, Gloria Steinem. As duas se tornaram amigas; e Dorothy incentivou Steinem a falar em público com ela sobre o Movimento das Mulheres. As duas viajaram pelo país por dois anos, dividindo o palco. Com base na publicidade que a dupla recebeu, elas fundaram uma publicação operada por mulheres, a revista Ms. Magazine.
Dorothy Pitman Hughes organizou o primeiro abrigo para mulheres vítimas de violência na cidade de Nova Iorque e foi cofundador da Agência para o Desenvolvimento Infantil de Nova Iorque, pioneira no cuidado infantil e observando que muitas mulheres foram forçadas a deixar seus filhos sozinhos em casa enquanto trabalhavam para alimentar suas famílias. Ela também co-fundou com Gloria Steinem o Women's Action Alliance, um centro de informações nacional pioneiro especializado em educação infantil multirracial não-sexista, em 1971.
Dorothy e Gloria foram retratadas juntas em uma fotografia em preto e branco icônica, que agora faz parte da coleção da National Portrait Gallery, no Smithsonian Institution, tirada pelo fotógrafo Dan Wynn para a revista Esquire e publicada em outubro de 1971. Wynn capturou as duas sinalizando sua solidariedade feminista levantando os punhos na saudação de punho erguido popularizada pela primeira vez por membros do movimento Black Power. Pitman Hughes notou a natureza improvável de sua amizade na época, admitindo o terror que sentiu ao ser vista em público com uma mulher branca em sua cidade natal, Lumpkin, Geórgia, quando Steinem iria visitá-la. Anos mais tarde, Dorothy contratou o fotógrafo Dan Bagan para recriar a fotografia histórica em homenagem a amizade das duas, agora juntas novamente em uma pose semelhante para o aniversário de 80 anos de Gloria Steinem.
Em 1972, Pitman Hughes foi ignatária da campanha Ms. "Nós Fizemos Abortos", que clamava pelo fim das "leis arcaicas" que limitavam a liberdade reprodutiva.

### Carreira posterior e ativismo
Pitman Hughes foi um palestrante convidado na Columbia University, ministrou um curso chamado "The Dynamics of Change" no College of New Rochelle e um palestrante convidado no City College, Manhattan .
Em 1992, Pitman Hughes foi cofundador da Charles Junction Historic Preservation Society em Jacksonville, Flórida, usando a antiga fazenda Junction para combater a pobreza por meio de hortas comunitárias e produção de alimentos.
Em 1997, Pitman Hughes se tornou a primeira mulher afro-americana a possuir um centro de cópias / suprimentos de escritório, Harlem Office Supply, Inc., e a se tornar membro da Stationers Association of New York (SANY). Em maio de 1997, Pitman Hughes começou a oferecer ações da HOS a 1 dólar por ação para pessoas, empresas, parcerias e organizações sem fins lucrativos com foco em crianças afro-americanas. Ela escreveu sobre suas experiências em Wake Up and Smell the Dollars! (2000), defendendo a propriedade de pequenas empresas para outros afro-americanos como uma forma de empoderamento.
Pitman Hughes estava envolvido na Zona de Empoderamento de Upper Manhattan (UMEZ), um programa federal instituído pelo governo Clinton em 1994, destinando US $ 300 milhões em dinheiro federal, estadual e municipal para o desenvolvimento econômico do Harlem. Pitman Hughes fez parte da equipe de pesquisa que criou o Business Resource and Investment Service Centre (BRISC), com foco no desenvolvimento de pequenas empresas locais no Harlem. No entanto, Pitman Hughes mais tarde se tornou um crítico. Os programas trouxeram grandes empresas como a Old Navy e a Disney para o Harlem para criar empregos, mas acabaram criando mais competição para as empresas locais. “Alguns estão convencidos de que capacitar grandes corporações para fornecer empregos de baixa remuneração para nossos residentes trará capacitação econômica para a comunidade. . . . [Mas] sem propriedade afro-americana, em última análise não há empoderamento local ", afirmou Pitman Hughes, acreditando que os recursos do BRISC estavam sendo distribuídos de forma desigual entre as pequenas empresas no Harlem. Pitman Hughes escreveu mais tarde Just Saying. . . Parece limpeza étnica (a generificação do Harlem) aconselhar empresários afro-americanos que desejam utilizar programas governamentais semelhantes, como o JOBS Act, sancionado pelo presidente dos EUA, Barack Obama, em 2012.
Dorothy Pitman Hughes e Gloria Steinem discursaram juntas novamente em 2008 no Eckerd College, onde reencenaram sua pose de punho levantado juntos. Steinem fez parceria nos esforços de Pitman na comunidade de Northside de Jacksonville, Flórida, para combater a fome com hortas comunitárias, aparecendo como palestrante e financiando apoio.

### Vida pessoal
Pitman Hughes é mãe de três filhas e tia da atriz Gabourey Sidibe.

## Na cultura popular
Janelle Monaé interpretou Pitman Hughes no filme de 2020 The Glorias.

## Obra
- A vida é sobre escolhas, não desculpas: a vida de Ruther Youmans Tyson (2014) Jacksonville, Flórida: DPH Book PublishingISBN 978-0985364113 (como editor)
- Estou apenas dizendo, parece que Limpeza étnica: A Gentrificação do Harlem (2012) Jacksonville, Flórida: DPH Book Publishing.ISBN 9780985364106ISBN 9780985364106
- Acorde e sinta o cheiro dos dólares! De quem é este centro da cidade !: A luta de uma mulher contra o sexismo, o classismo, o racismo, a generificação e a zona de empoderamento (2000) Phoenix, AZ: Amber Books.ISBN 9780965506472ISBN 9780965506472